# 529 (tal)
529 är det naturliga heltal som följer 528 och följs av 530.

## Matematiska egenskaper
- 529 är ett udda tal.
- 529 är ett semiprimtal[1].
- 529 är ett lyckotal.
- 529 är ett centrerat oktogontal.

## Inom vetenskapen
- 529 Preziosa, en asteroid.